# Рахмон, Юсуф Ахмадзод
Рахмон Юсуф Ахмадзод (тадж. Раҳмон Юсуф Аҳмадзод; род. 22 марта 1966, Восейский район, Таджикская ССР, СССР) — таджикский государственный деятель. Генеральный прокурор Республики Таджикистан (2015—2025). 

## Биография
Юсуф Рахмон родился 22 марта 1966 года в Восейском районе Таджикской ССР. После окончания средней школы, поступил в Таджикский государственный университет, который окончил в 1991 году. Работал следователем в прокуратуре Центрального района Душанбе, с 1992 года — старшим следователем. В феврале 1993 году был переведён на работу в Генеральную прокуратуру следователем по особо важным делам, с ноября того же года, старшим следователем по особо важным делам. 
С декабря 1995 года работал военным прокурором в Душанбинский гарнизон, с февраля 1997 года заместителем начальника управления - начальника следственного отдела в Главной военной прокуратуре. В октябре 1998 года вернулся на работу в прокуратуру Душанбе — прокурором района Исмоили Сомони, в июне 2002 года был переведён в другой район города — Сино.
В феврале 2004 года был назначен заместителем Генерального прокурора и Главным военным прокурором. В этом же году ему было присвоено звание генерал-майора юстиции. В марте 2010 года Юсуфа Рахмона назначили прокурором в Согдийскую область. В январе 2012 года он был переведён на должность начальника отдела общественной безопасности в аппарате Совета безопасности, а в январе 2015 — первого заместителя руководителя в аппарате президента. 24 января 2015 года назначен Генеральным прокурором Республики Таджикистан, сменил на этом посту Шерхона Салимзоду. Имеет звание генерал-полковника юстиции, говорит на таджикском, русском и английском языках.
24 января 2020 года президент Таджикистана Эмомали Рахмон на внеочередном заседании Национального совета Высшего собрания Таджикистана поставил вопрос о смещении действующего Генерального прокурора и утверждении нового. Пикантность ситуации заключалась в том, что предшественник Юсуфа Рахмона также был смещён со своей должности на внеочередной сессии Национального собрания в этот же день, ровно пять лет назад. Однако, после небольшой интриги, Юсуф Рахмон был сначала освобождён с должности, а после снова назначен Генеральным прокурором страны.
На посту Генерального прокурора несколько раз высказывался за отмену моратория на смертную казнь в Таджикистане в 2016 и 2020 годах. По информации некоторых информационных агентств является сватом президента, его сын Сафархон Рахмон муж младшей дочери Эмомали Рахмона — Фарзоны.
23 января 2025 года освобождён с поста Генерального прокурора, на его место был назначен Хабибулло Вохидзода, до этого работавший заместителем Генерального прокурора — Главным военным прокурором Таджикистана.